# Hikawa Maru
L'Hikawa Maru (氷川丸?) è un transatlantico giapponese che la Yokohama Dock Company costruì per la Nippon Yūsen Kabushiki Kaisha ("NYK Line"). Fu varata il 30 settembre 1929 e fece il suo viaggio inaugurale da Kōbe a Seattle il 13 maggio 1930. È attraccata permanentemente come nave museo nel Parco Yamashita, Naka-ku (Yokohama).
L'Hikawa Maru era una delle tre motonavi della classe Hikawa Maru, che prendevano tutte il nome da importanti santuari shintoisti. Il santuario di Hikawa è a Saitama nell'Honshū centrale. Le sue due navi sorelle, entrambe perdute nella Seconda guerra mondiale, erano la Heian Maru e la Hie Maru.

## Servizio civile

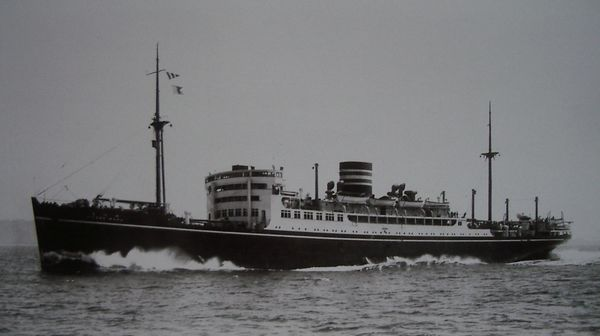
LHikawa Maru nel suo viaggio inaugurale, 22 maggio 1930

L'Hikawa Maru e le sue sorelle facevano rotta regolare di linea tra Yokohama, Vancouver e Seattle. Aveva la reputazione per un servizio che combinava cibo splendido e begli interni di art déco, e fu soprannominata "la Regina del Pacifico". Charlie Chaplin viaggiò su di essa per una parte del giro intorno al mondo che fece nel 1932. Kanō Jigorō, fondatore del judo e rappresentante del Giappone in seno al Comitato Olimpico Internazionale, morì viaggiando su di essa nel 1938.
Nel 1940–41, prima dell'entrata del Giappone nella Seconda guerra mondiale, centinaia di rifugiati ebrei dalla persecuzione nazista fuggirono in Canada e negli USA attraverso il Giappone, e molti di loro si imbarcarono sull'Hikawa Maru. Nell'agosto 1940 una comitiva di 82 Ebrei tedeschi e lituani che avevano viaggiato attraverso l'URSS e Vladivostok raggiunsero Seattle sull'Hikawa Maru. In seguito, il rabbino Zerach Warhaftig e la sua famiglia viaggiarono verso est dalla Lituania in Giappone. Lasciarono Yokohama sull'Hikawa Maru il 5 giugno 1941 e approdarono a Vancouver, Columbia Britannica, Canada il 17 giugno. Warhaftig descrisse il viaggio come "una vacanza estiva e con la guerra che sembrava così lontana" sebbene, disse, "non avessi una mente calma a causa della forte responsabilità che avevo di aiutare i rifugiati ebrei con i problemi che avevano di fronte."
Nel luglio 1941 gli USA e altri paesi reagirono contro l'invasione dell'Indocina francese da parte del Giappone ordinando la confisca delle proprietà giapponesi. Tuttavia, gli USA diedero assicurazioni che i transatlantici non sarebbero stati confiscati, così la Heian Maru e la Hikawa Maru continuarono il loro servizio regolare verso i porti statunitensi. Nell'ottobre 1941 la Hikawa Maru divenne l'ultima nave della NYK a visitare un porto statunitense prima che scoppiasse la Seconda guerra mondiale. La nave portò i rifugiati statunitensi a Seattle, e nel suo viaggio di ritorno rimpatriò 400 cittadini giapponesi.

## Nave ospedale in tempo di guerra

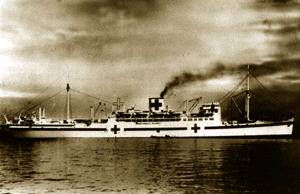
LHikawa Maru come nave ospedale, 1941–45

Il 1º dicembre 1941, una settimana prima dell'attacco giapponese a Pearl Harbor, l'arsenale della Mitsubishi Zosen a Yokohama cominciò a convertire l'Hikawa Maru in una nave ospedale, completando il suo lavoro il 21 dicembre. Curò le vittime giapponesi degli attacchi statunitensi della Task Force 8 agli atolli di Kwajalein e Wotje nel febbraio 1942 e rimpatriò quelli gravemente feriti a Yokosuka. Il 15 giugno 1942 l'incrociatore giapponese Nagara portò circa 500 Giapponesi feriti dalla battaglia delle Midway ad Hashirajima, dove furono trasferiti alla Hikawa Maru.
Tre volte l'Hikawa Maru sopravvisse all'essere danneggiata dalle mine. La prima fu il 3 ottobre 1942 mentre entrava nel porto a Surabaya (Giava). Fu riparata in porto e partì il 10 ottobre. La seconda fu il 15 luglio 1944 quando una mina magnetica la danneggiò al largo delle Isole Caroline. Si fermò a Davao nelle Filippine il 19–26 luglio dove il suo danno fu ispezionato e il 1º agosto raggiunse Yokosuka per le riparazioni. La terza fu il 17 febbraio 1945 quando stava lasciando il porto di Singapore. La sua poppa colpì una mina nello Stretto di Singapore, ma ritornò in porto e fu riparata. In marzo e aprile l'arsenale della Mitsubishi a Yokohama fece ulteriori riparazioni su di essa, e dal 21 giugno al 4 luglio fu messa in bacino dì carenaggio a Maizuru.

## Servizio post-bellico

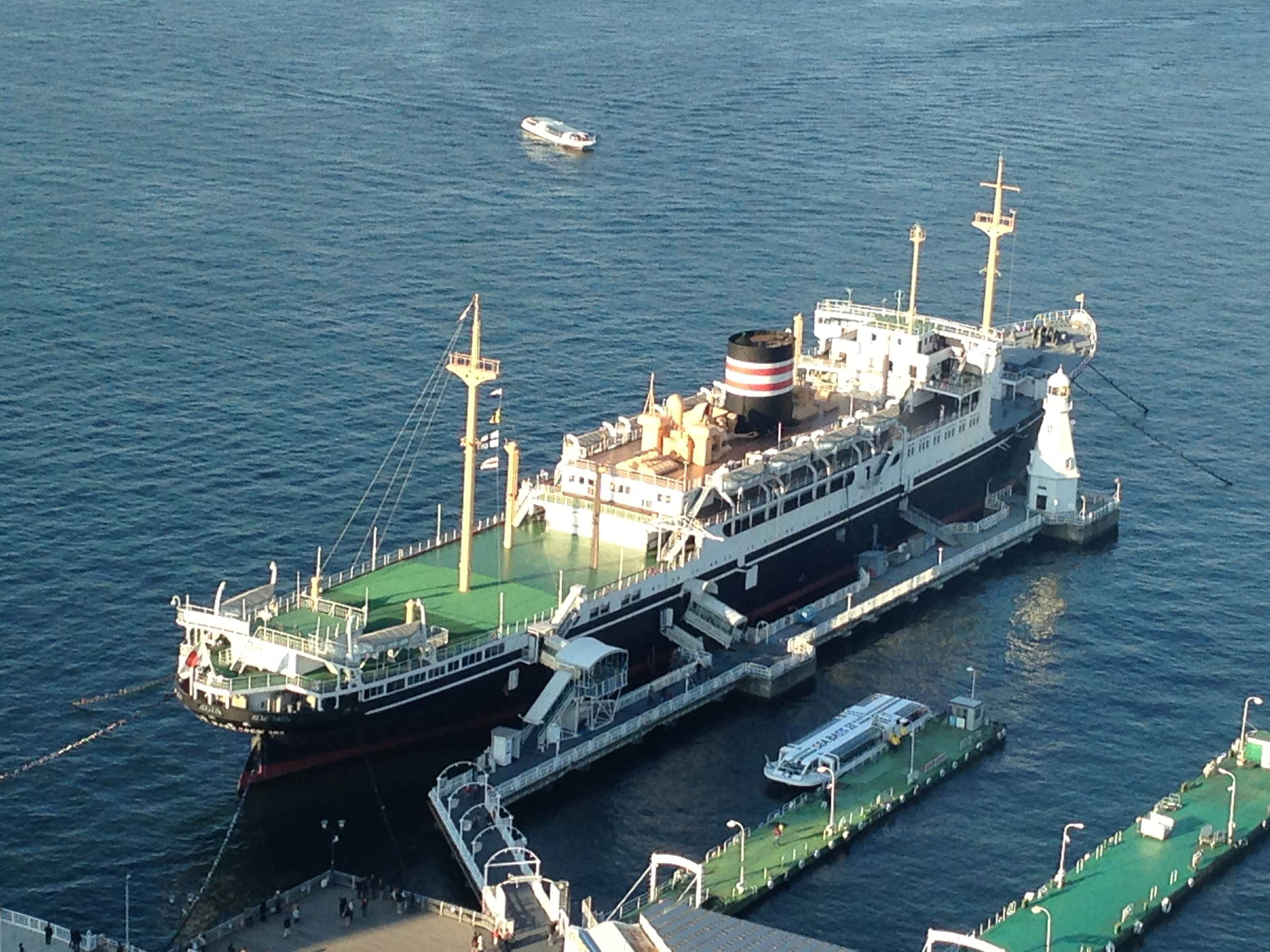
LHikawa Maru e il suo attracco permanente al Parco Yamashita, Naka-ku (Yokohama)

Quando il Giappone si arrese il 15 agosto l'Hikawa Maru era una delle sole due navi passeggeri giapponesi ad essere sopravvissute alla guerra. L'altra era un'altra nave ospedale, la Takasago Maru della Osaka Shosen Kaisha. La Hie Maru e la Heian Maru erano state convertite in navi deposito per sottomarini e furono attaccate e affondate nel 1943 e '44.
Gli USA occuparono il Giappone e nel settembre 1945 la Shipping Control Authority for the Japanese Merchant Marine (SCAJAP) requisì l'Hikawa Maru come nave numero H-022. Essa rimpatriò migliaia di soldati e civili giapponesi dalle Isole del Pacifico, dalla Corea, dalle Indie Orientali Olandesi e dalla Cina fino all'agosto 1946, quando entrò in un bacino a Yokohama per riparazioni.
Nel 1947 la SCAJAP restituì l'Hikawa Maru alla NYK, che malgrado la sua capacità per i passeggeri la utilizzò per lo più come nave da carico fino al 1953. Il suo lavoro incluse carichi generici tra il Giappone e la Costa orientale degli Stati Uniti, un servizio transatlantico tra il Giappone e la Birmania nel 1949 e minerali ferrosi dalla Thailandia. Nella guerra la NYK aveva perso 172 navi che totalizzavano 1.028 milioni di tonnellate lorde, il che può spiegare perché la società usasse un transatlantico per qualsiasi carico.
Nel 1953 la NYK fece riallestire l'Hikawa Maru come transatlantico e la restituì alla sua rotta pre-bellica Yokohama – Seattle. Rimase sulla rotta finché la NYK la mise in disarmo il 21 dicembre 1960. Il suo servizio in tempo di pace sulla rotta nel 1930–41 e nel 1953–60 totalizzò 238 viaggi e 25 000 passeggeri.

## Conservazione
Nel 1961 l'Hikawa Maru fu attraccata permanentemente nel Parco Yamashita, Naka-ku (Yokohama), come museo, albergo e ristorante galleggiante. Nel 2005 i suoi proprietari annunciavano di aver avuto sostanziali perdite finanziarie e che stavano cercando di vendere l'Hikawa Maru. Nel dicembre 2006 il suo museo fu chiuso e furono sollevati dubbi sul suo futuro. Tuttavia, la NYK Line finanziò il suo restauro, che cominciò nell'agosto 2007. Fu ribattezzata NYK Hikawamaru e fu riaperta al pubblico nel Parco Yamashita il 25 aprile 2008.

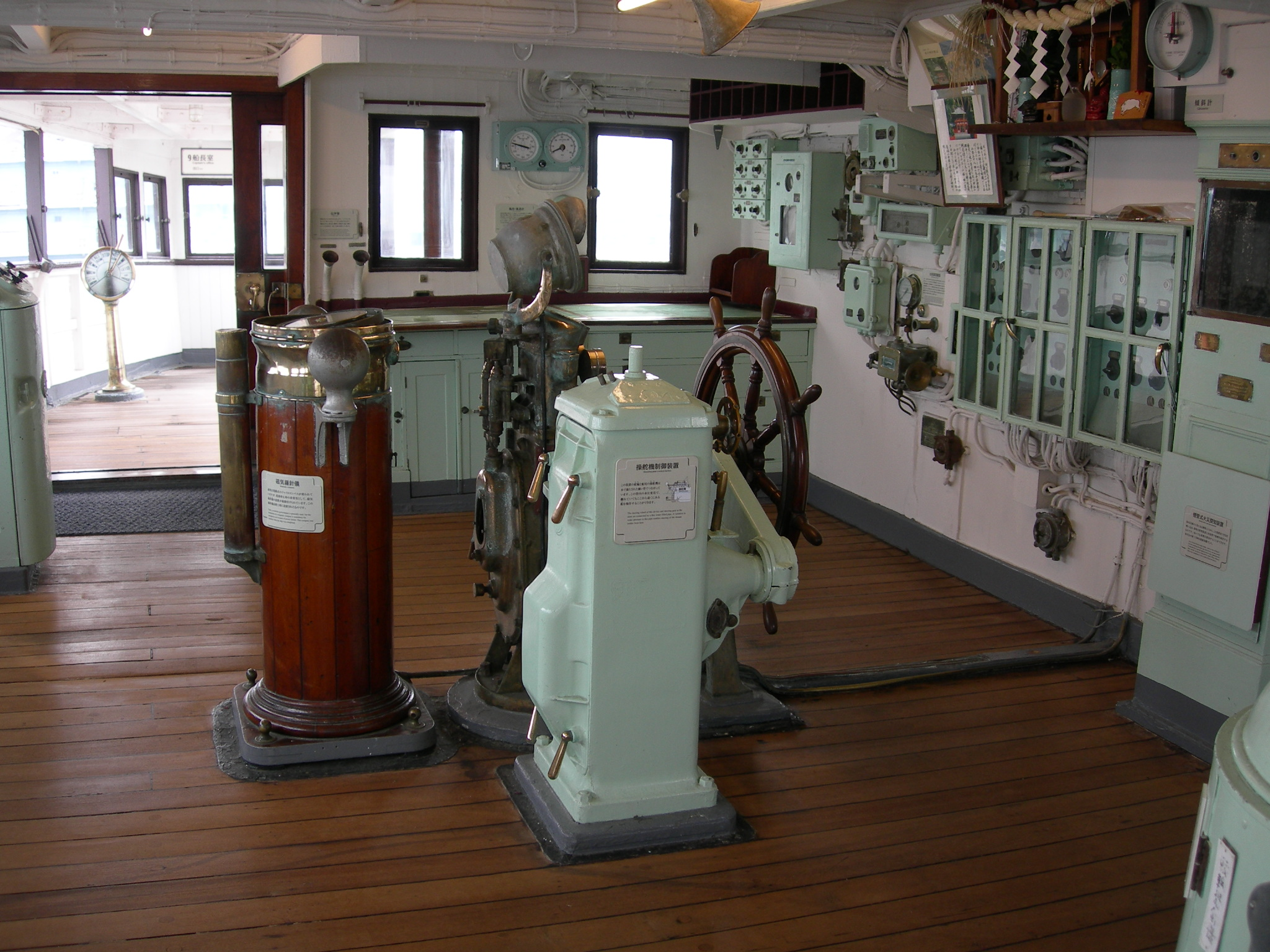
La timoniera sul ponte della Hikawa Maru
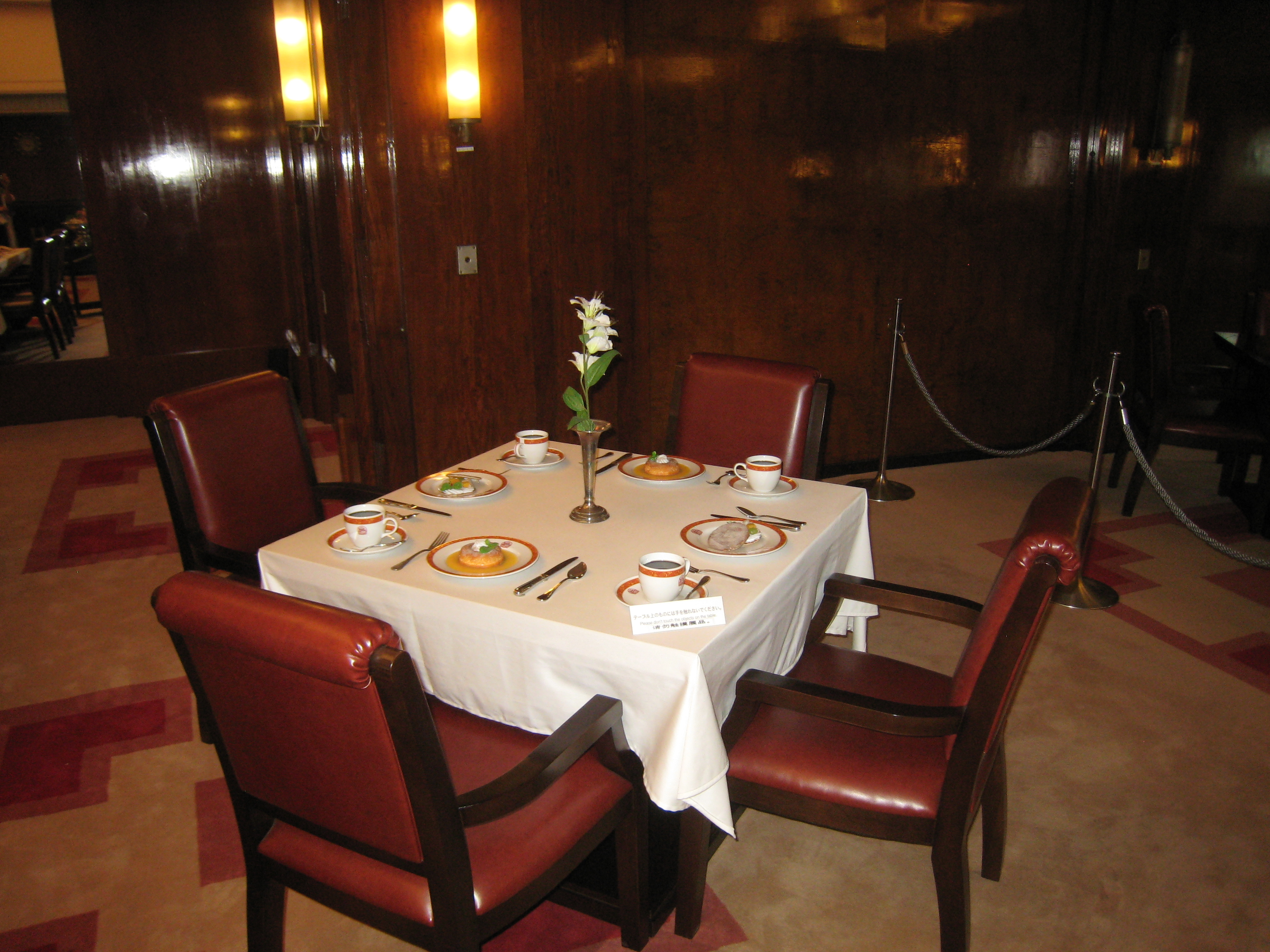
Ristorante sulla Hikawa Maru
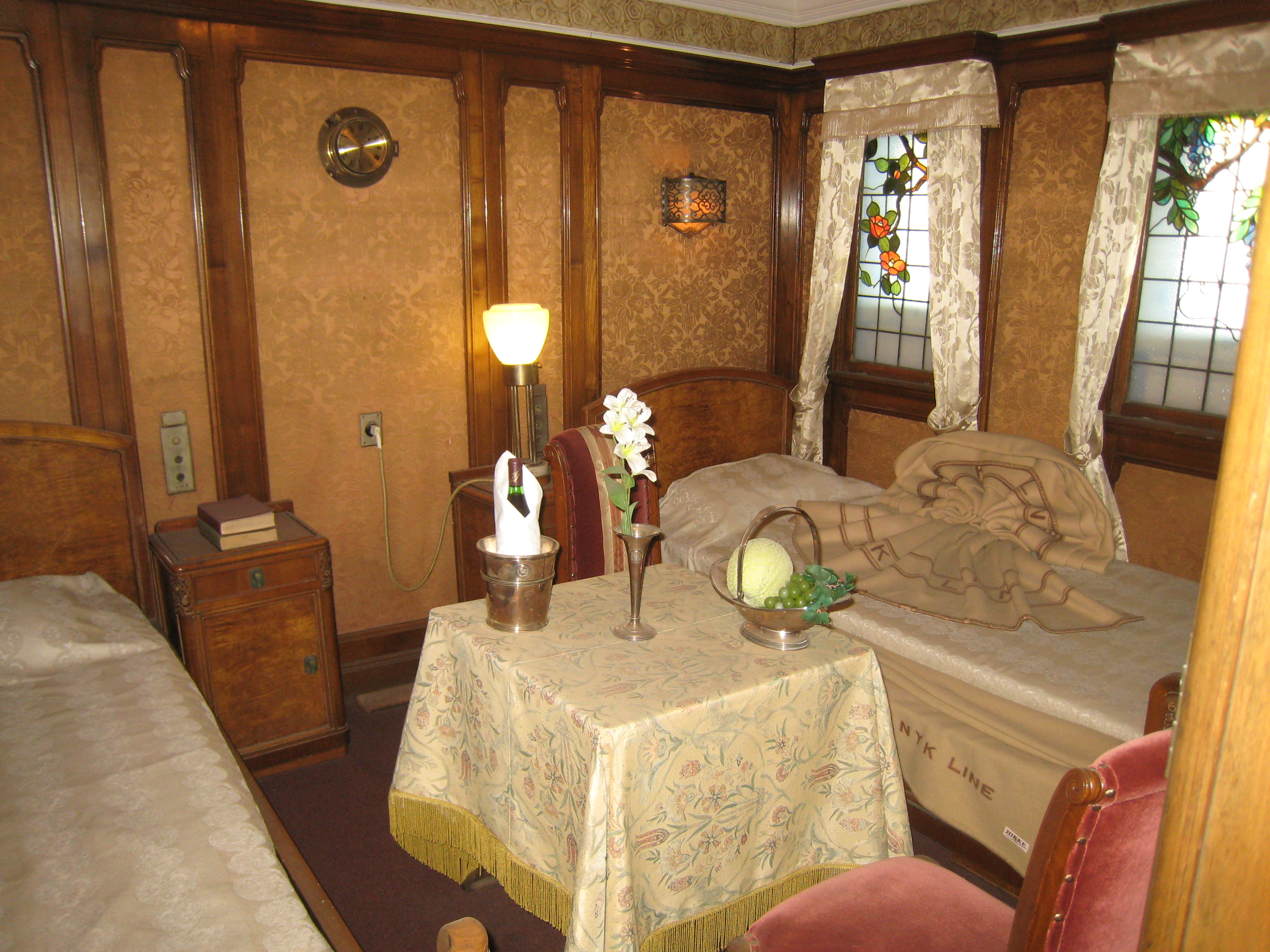
Camera da letto di un appartamento sulla Hikawa Maru
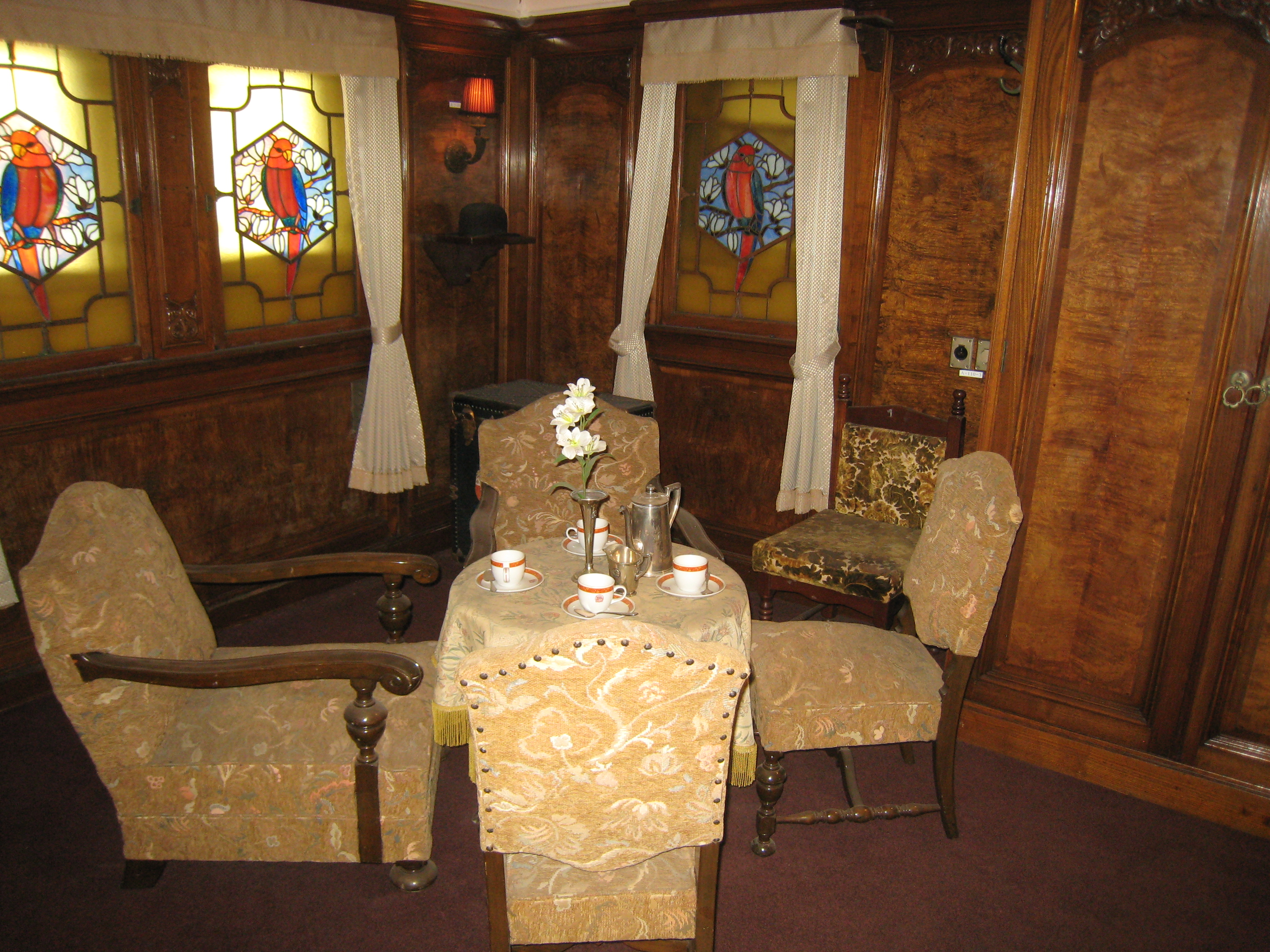
Salone di un appartamento sulla Hikawa Maru